# ایشوم
ایشوم (Išum؛ احتمالا مذکر صورت اکدی išātum، «آتش») یکی از خدایان بین‌النهرینی با منشا اکدی بود.

## شخصیت
ایشوم به عنوان «خدای آتشی مهربان» شناخته شده است.
به نظر اندرو جرج نام او صورت مذکر išātum بوده است.

## پرستش
قدیمی‌ترین شواهد برای پرستش ایشوم، نامهای تئوفوری است که در منابع دوره آغازین دودمانی آمده‌اند. این نامها در منابع دوره سلسله سوم اور رایج هستند و در دوره‌های متاخر تاریخ بین‌النهرین نیز محبوب باقی ماندند.

## ارتباط با سایر خدایان
به گفته جوآن گودنیک وستنهولز، مادر ایشوم سوداگ نام داشت که یکی از نامهای همسر شمش (آیا) بود.
پدر ایشوم شمش بود.

## اساطیر

### ارا و ایشوم
ایشوم یکی از شخصیت‌های اصلی قطعه هنری ارا و ایشوم است که همچنین به نام حماسه ارا شناخته می‌شود. در حالی که خدای نام‌بخش دیگر ارا نامیده می‌شود اما در متن‌های ادبی، این نام جایگزینی برای نام نرگال بود.

### سایر اساطیر
در قطعه‌ای از یک شعر به بابلی باستان، ایشتار شرایط تولد ایشوم را برای انلیل شرح می‌دهد.